# Doncaster Rovers Football Club
Doncaster Rovers Football Club es un club de fútbol inglés, miembro de la Asociación Inglesa de Fútbol con sede en la ciudad de Doncaster, Yorkshire del Sur, Inglaterra. Desde la temporada 2025-26 juega en la League One, la tercera división del fútbol inglés. Su camiseta es roja con franjas blancas horizontales, un diseño que el club utiliza desde 2001. Los partidos como locatario de 1922 a 2007 los jugó en el viejo campo de juego de Belle Vue, y desde 2007 los disputa en el estadio multipropósito Keepmoat.
El club fue fundado en 1879 y se convirtió en profesional seis años después, mudándose al Intake Ground. Entraron en la Liga Midland en 1891 y fueron elegidos para la Liga de Fútbol en 1901. El club perdió votos de reelección en 1903 y 1905, por lo que regresó a la Liga Midland. Fueron admitidos en la Liga de Fútbol por tercera y última vez en 1923 y ganaron la Tercera División Norte en la temporada 1934-1935. Ganaron dos títulos más de la Tercera División Norte en 1946–47 y 1949–50, después de haber sido relegados de la Segunda División entre 1937 y 1948. Doncaster descendió a la Cuarta División, después de sufrir sucesivos descensos en 1958 y 1959, aunque ganaría el título de la Cuarta División en las temporadas 1965-66 y 1968-69. El club continuó moviéndose entre el tercer y cuarto nivel, ascendiendo en 1980–81 y 1983–84 y desciendo en 1983 y 1988, antes de quedar fuera de la liga en 1998.
Doncaster recuperó su estatus dentro Liga de Fútbol después de ganar los play-offs de la Conferencia de 2003, y ganar luego el título de Tercera División en 2003-04. En 2007 ganaron el Trofeo de la Liga de Fútbol, y al año siguiente ganaron los play-offs de la League One, para asegurarse un lugar en la segunda división por primera vez en la temporada 2008/2009. Pasaron cuatro de las siguientes cinco temporadas en el Championship, ganando el título de la League One en 2012-13, aunque fueron relegados del Campeonato en 2012 y 2014. Logró el ascenso a tercera, en la 2016-17, permaneciendo en la League One hasta la temporada 2021-2022 donde descenderían.

## Palmarés
| Competición nacional          | Títulos                                                     | Subcampeonatos                    |
| ----------------------------- | ----------------------------------------------------------- | --------------------------------- |
| Tercera División (4/2)        | 1934-35 (Norte), 1946-47 (Norte), 1949-50 (Norte), 2012-13. | 1937-38 (Norte), 1938-39 (Norte). |
| Cuarta División (4/1)         | 1965-66, 1968-69, 2003-04, 2024-25.                         | 1983-84.                          |
| Midland Football League (2/2) | 1896-97, 1898-99.                                           | 1900-01, 1922-23.                 |
| EFL Trophy (1/0)              | 2006-07.                                                    |                                   |
| Conference League Cup (2/0)   | 1998-99, 1999-2000.                                         |                                   |

## Récords

### Colectivos
- Mejor posición: 23º Division 2, 1901–02
- Mayor victoria: 10–0 v Darlington, Division 4, 25 de enero de 1964
- Mayor victoria en copa: 7–0 v Blyth Spartans, 1ª ronda FA Cup, 27 de noviembre de 1937
- Peor derrota: 0–12 v Small Heath, Division 2, 11 de abril de 1903
- Mayor asistencia de local en el Belle Vue: 37,149 vs Hull City, Division 3 (N), 2 de octubre de 1948
- Mayor asistencia de local en el Keepmoat Stadium: 15,001 vs Leeds Utd, League 1, 1 de abril de 2008
- Más puntos en una temporada: 92, Division 3, 2003–04
- Más goles en una temporada: 123, Division 3 (N), 1946–47
- Partido más largo de la historia: 3 horas y 23 minutos, el 30 de marzo de 1946 contra el Stockport County.[3]

### Individuales
- Más partidos de liga: James Coppinger, 582[4]
- Más partidos totales: James Coppinger, 658[4]
- Más goles en una temporada: Clarrie Jordan, 42 (Division 3 (N), 1946–47)[1]
- Más convocatorias a su selección mientras jugaba en el club: Len Graham (14 apariciones para Irlanda del Norte)[1]
- Compra más cara: Billy Sharp £1,150,000 (del Sheffield United)[5]
- Mayor venta: Matthew Mills, £2,000,000 (al Reading)[6]